# Lina Morgan
María de los Angeles López Segovia, mais conhecida pelo seu nome artístico Lina Morgan (Madrid, 20 de Março de 1937 -Madrid, 20 de agosto de 2015) foi uma atriz espanhola e filme vedette, teatro, música e televisão.